# Loški razgledi
Loški razgledi so slovenski domoznanski zbornik, ki ga izdaja Muzejsko društvo Škofja Loka. Izhajajo neprekinjeno od leta 1954 in je edini slovenski zbornik te vrste, ki neprekinjeno izhaja toliko let. Pobudo za njegovo izdajanje so dali člani MD Škofja Loka, med drugimi Branko Berčič, France Planina ... Zbornik so urejali: Branko Berčič, France Planina, France Leben, Franc Podnar in Judita Šega (od 2007).
Izhajajo enkrat letno in prinašajo izvirne znanstvene, poljudnoznanstvene in leposlovne prispevke s področja zgodovinopisja, geografije, narodopisja, naravoslovja, gospodarstva, kulture in družbenega dogajanja v občini Škofja Loka in okolici v preteklosti in sedanjosti. Njihovi avtorji so poleg ljubiteljskih raziskovalcev tudi številni priznani in uveljavljeni strokovnjaki iz različnih področij raziskovalnega dela (Emilijan Cevc, Marijan Zadnikar, Tone Košir, Alojzij Pavel Florjančič, Branko Berčič, France Planina, Anton Polenec, Anton Ramovš, Janez Dolenc, Jože Bole, Ivan Sedej, Pavle Blaznik, Milan Šifrer, Franc Osole, Marija Stanonik, Ive Šubic, Svetko Kobal, Bogdan Dolenc, Franc Križnar, ...). 
Prvih 50 številk je digitaliziranih in so dostopne v Digitalni knjižnici Slovenije. V 50 letih je bilo v njih objavljenih preko 2000 prispevkov. 